# のだめオーケストラ
のだめオーケストラとは、二ノ宮知子の漫画作品『のだめカンタービレ』のテレビドラマとアニメのために結成されたオーケストラである。

## 概要
ドラマ中に登場する架空のオーケストラ「Sオケ」や「ライジングスターオーケストラ」として出演したり、ドラマ・アニメで使用される曲を演奏している。事務局と東京都交響楽団の推薦メンバー70名に、2006年7月20日にメンバー募集オーディションで一般募集で集まった340人の応募者の中から、90名を選考。現在160名程度のメンバーがいる。アニメ版第2期エンディングテーマ「Sagittarius」においては、SUEMITSU & THE SUEMITHとコラボを組んでおり、「SUEMITSU & THE NODAME ORCHESTRA」名義で演奏している。また期間限定でナナムジカとコラボを組んで、「ナナムジカ×のだめオーケストラ」としても活動した。

## 主要メンバー
- 長原幸太（コンサートマスター）
- ビルマン聡平（ヴァイオリン）
- 村中俊之（チェロ）
- 吉田翔平（ヴァイオリン）
- 黒田玲（ヴァイオリン）
- 宮本笑里（ヴァイオリン）
- 小寺里奈（ヴァイオリン）
- 福田理貴（ヴァイオリン）
- 松尾依里佳（ヴァイオリン）

## CD

### 「のだめオーケストラ」LIVE!
のだめオーケストラの1枚目のアルバムである。2006年11月15日発売。発売元はエピックレコードジャパン。
フジテレビ系テレビドラマ『のだめカンタービレ』使用楽曲を収録したアルバムで、原作ハイライトシーンによるブックレット仕様となっている。
収録曲は以下の通り。

#### DISC1
1. 交響曲第7番イ長調作品92より 第1楽章（主題曲音源）(11:44)
演奏：のだめオーケストラ、指揮：梅田俊明、作曲：ベートーヴェン
2. 交響曲第7番イ長調作品92より 第4楽章(7:01)
演奏：のだめオーケストラ、指揮：梅田俊明、作曲：ベートーヴェン
3. 交響曲第9番ニ短調作品125＜合唱＞より 第1楽章冒頭部(1:01)
演奏：のだめオーケストラ、指揮：梅田俊明、作曲：ベートーヴェン
4. ラプソディ・イン・ブルー（ピアニカ・ヴァージョン）(6:18)
演奏：のだめオーケストラ・東京都交響楽団、指揮：梅田俊明、作曲：ガーシュウィン
5. ピアノ協奏曲第2番ハ短調作品18より 第1楽章から(5:31)
演奏：東京都交響楽団、指揮：ジェームズ・デプリースト、作曲：ラフマニノフ
6. オーボエ協奏曲ハ長調K.314/285dより 第1楽章(6:43)
演奏：東京都交響楽団、指揮：ジェームズ・デプリースト、作曲：モーツァルト
7. 交響曲第1番ハ短調作品68より 第1楽章から(4:27)
演奏：東京都交響楽団、指揮：ジェームズ・デプリースト、作曲：ブラームス
8. 交響曲第1番ハ短調作品68より 第4楽章から(8:21)
演奏：東京都交響楽団、指揮：ジェームズ・デプリースト、作曲：ブラームス
9. カルメン幻想曲(12:40)
演奏：東京都交響楽団、指揮：ジェームズ・デプリースト、作曲：サラサーテ
10. 交響曲第7番イ長調作品92より 第4楽章(7:18)
演奏：東京都交響楽団、指揮：ジェームズ・デプリースト、作曲：ベートーヴェン
11. ラプソディ・イン・ブルー（エンディング・ヴァージョン）(2:02)
演奏：のだめオーケストラ・東京都交響楽団、指揮：梅田俊明、作曲：ガーシュウィン

#### DISC2
1. ピアノ・ソナタ第8番ハ短調作品13＜悲愴＞より 第2楽章（のだめヴァージョン）(4:21)
演奏：のだめオーケストラ、作曲：ベートーヴェン
2. 2台のピアノのためのソナタ ニ長調K.448より 第1楽章冒頭（2小節で間違えるヴァージョン）(0:07)
演奏：のだめオーケストラ、作曲：モーツァルト
3. 2台のピアノのためのソナタ ニ長調K.448より 第1楽章(5:40)
演奏：のだめオーケストラ、指揮：プリムローズ・マジック、作曲：モーツァルト
4. 夜の女王のアリア（歌劇「魔笛」より）(3:04)
演奏：のだめオーケストラ・渡邉恵津子、作曲：モーツァルト
5. ヴァイオリン・ソナタ第5番 作品24「春」より 第1楽章から（峰ヴァージョン）(0:42)
演奏：のだめオーケストラ、作曲：ベートーヴェン
6. ヴァイオリン・ソナタ第5番 作品24「春」より 第1楽章(7:34)
演奏：のだめオーケストラ、作曲：ベートーヴェン
7. 交響曲第7番イ長調作品92より 第1楽章ピアノ版(2:24)
演奏：のだめオーケストラ、作曲：ベートーヴェン
8. 無伴奏ヴァイオリンのためのパルティータ 第2番ニ短調 第3楽章サラバンド(4:33)
演奏：のだめオーケストラ、作曲：バッハ
9. ピアノ協奏曲第2番ハ短調作品18より 第1楽章（2台のピアノ版）から(4:20)
演奏：のだめオーケストラ、作曲：ラフマニノフ
10. エチュード 作品10-4(2:02)
演奏：のだめオーケストラ、作曲：ショパン
11. 喜びの島(6:08)
演奏：のだめオーケストラ、作曲：ドビュッシー
12. ペトルーシュカからの三楽章より 第1楽章「ロシアの踊り」から(0:43)
演奏：のだめオーケストラ、作曲：ストラヴィンスキー
13. ピアノソナタ第16番イ短調 D.845(9:39)
演奏：のだめオーケストラ、作曲：シューベルト
14. 2台のピアノのためのソナタ ニ長調K.448より 第1楽章から（のだめと千秋ヴァージョン）(2:20)
演奏：のだめオーケストラ、指揮：プリムローズ・マジック、作曲：モーツァルト